# Hand (Bergisch Gladbach)

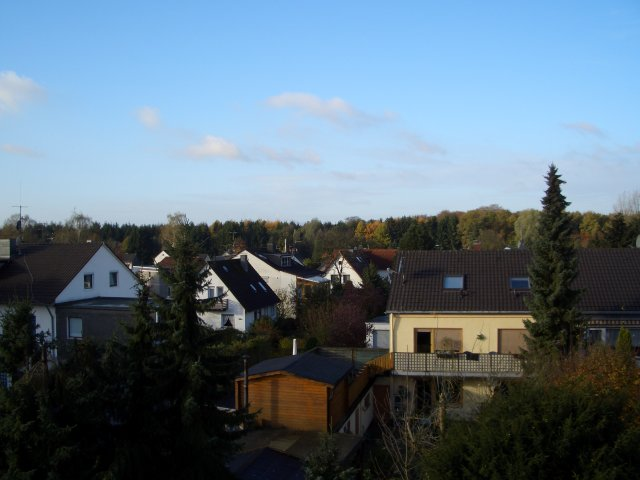
Hand

Hand ist ein Stadtteil von Bergisch Gladbach und gehört mit Nr. 15 zum Statistik-Bezirk 1 der Stadt.

## Der Name
Die Deutung des Namens ist umstritten. Eine Deutung besagt, dass der Ort nach einem „Handweiser“, das heißt nach einem Wegweiser in Form einer Hand, benannt worden sein soll, der an einem alten Weg nach Paffrath (die heutige Dellbrücker Straße) gestanden habe, der an dieser Stelle auf die Handelsstraße von Köln nach Wipperfürth (heutige Bundesstraße 506) mündete. Nach einer anderen Deutung habe sich „Hand“ volksetymologisch aus dem Wort „Hardt“ (= Wald) gebildet. Für diese These gibt es allerdings keine schriftlichen Quellen. Schließlich besteht ein topographischer Ansatz, nach dem die Siedlung Hand auf einer Fläche am westlichen Ende eines langgestreckten Höhenrückens (Verlauf der Handstraße) von ihrer Lage her einem Handteller am Ende eines Armes ähnelt. Neben den topographischen Übereinstimmungen stützt sich diese wahrscheinlichste These auf die Namensform „Auf der Hand“, die in den schriftlichen Quellen häufig genannt wird und auch heute noch gebräuchlich ist.

## Geschichte
Der Stadtteil Hand ist aus einer frühneuzeitlichen Siedlungsgründung hervorgegangen, die 1594 als „Gut an der Handt“ erstmals erwähnt wurde. Im Urkataster ist sie als „Dorf Hand“ verzeichnet
Die Topographia Ducatus Montani des Erich Philipp Ploennies, Blatt Amt Porz, belegt, dass der Wohnplatz 1715 als Vielhöfe oder Dorf ohne Kirch kategorisiert wurde und mit Hand bezeichnet wurde. Carl Friedrich von Wiebeking benennt die Hofschaft auf seiner Charte des Herzogthums Berg 1789 als an der Hand. Aus ihr geht hervor, dass Hand zu dieser Zeit Teil der Honschaft Paffrath im gleichnamigen Kirchspiel war.
Unter der französischen Verwaltung zwischen 1806 und 1813 wurde das Amt Porz aufgelöst und Hand wurde politisch der Mairie Gladbach im Kanton Bensberg zugeordnet. 1816 wandelten die Preußen die Mairie zur Bürgermeisterei Gladbach im Kreis Mülheim am Rhein. Mit der Rheinischen Städteordnung wurde Gladbach 1856 Stadt, die dann 1863 den Zusatz Bergisch bekam.
Der Ort ist auf der Topographischen Aufnahme der Rheinlande von 1824, auf der Preußischen Uraufnahme von 1840 und ab der Preußischen Neuaufnahme von 1892 auf Messtischblättern regelmäßig als Handverzeichnet.
Aufgrund des Köln-Gesetzes wurde die Stadt Bensberg mit Wirkung zum 1. Januar 1975 mit Bergisch Gladbach zur Stadt Bergisch Gladbach zusammengeschlossen. Dabei wurde auch Hand Teil von Bergisch Gladbach.
| Jahr | Einwohner | Wohn- gebäude | Kategorie | Politische / kirchliche Zugehörigkeit |
| ---- | --------- | ------------- | --------- | ------------------------------------- |
| 1822 | 89        |               | Hofstelle |                                       |
| 1830 | 106       |               | Hofstelle | Pfarrgemeinde Paffrath                |
| 1845 | 151       | 16            | Weiler    | Pfarrgemeinde Paffrath                |
| 1871 | 261       | 42            | Ortschaft |                                       |
| 1885 | 314       | 45            | Wohnplatz |                                       |

Auf dem Gebiet der früheren Hermann-Löns-Kaserne, dem Standort des Wachbataillons beim Bundesministerium der Verteidigung, ist seit 2000 mit dem Hermann-Löns-Viertel ein neues Wohngebiet entstanden. In vier nach deutschen Friedensnobelpreisträgern benannten Straßen wurde Wohnraum für etwa 1200 Einwohner geschaffen, vorwiegend Reihen- und Doppelhäuser, freistehende Einfamilienhäuser und Mehrfamilienhäuser. Ebenfalls zum Hermann-Löns-Viertel gehört ein Kunstrasenplatz für sportliche Aktivitäten verschiedener Vereine aus Bergisch Gladbach.

## Schule und Bildung
Hand hat auf Grund der jungen Bevölkerungsstruktur zwei Grundschulen. Die Schulen liegen im Zentrum von Hand an der St.-Konrad-Straße.
Die städtische Gemeinschaftsgrundschule Hand (GGS-Hand) verwendet als Logo mehrere handskizzierte ausgestreckte Hände, die sich buntgefärbt und kreisförmig um einen Mittelpunkt anordnen. Die Grundschule ist seit dem Schuljahr 1994/95 verlässliche Grundschule. Das hierfür genutzte Schulkinderhaus wurde im Zuge der Offenen Ganztagsschule (OGS) erweitert, um den wachsenden Bedürfnissen Rechnung zu tragen. Dort haben die Kinder die Möglichkeit, vor Ort gekochtes Essen einzunehmen. Eine Hausaufgabenbetreuung und ein umfangreiches Freizeitangebot mit pädagogischer Betreuung wird ebenfalls angeboten. Der Förderverein der GGS-Hand sorgt für die Ausstattung mit Spielgeräten und bietet weitere Unterstützung.
Die katholische Grundschule (KGS) verwendet das Motto „Hand in Hand“. Die katholische Bekenntnisschule wurde bereits 1922 eingeweiht. Als älteste Schule am Ort sowie eine der ältesten Schulen in Bergisch Gladbach, kann die KGS bereits auf eine lange, durch Veränderungen der Schulsysteme geprägte Schulgeschichte zurückblicken. Der erste Schulleiter an der Katholischen Volksschule in Hand war Wilhelm Broicher.

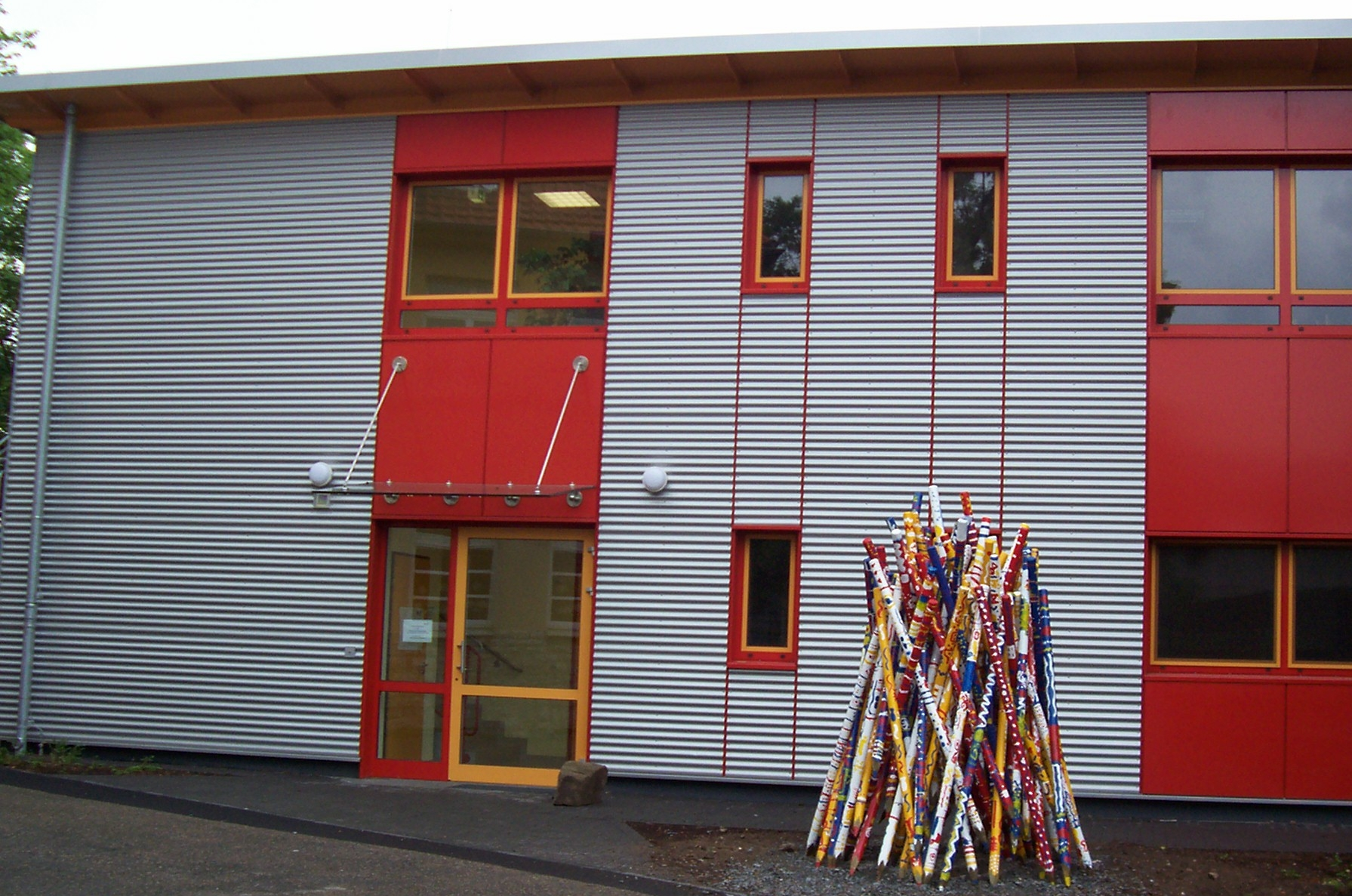
OGS der KGS in Bergisch Gladbach-Hand

Zum Schuljahr 2006/2007 konnte für den Ganztagsschulbetrieb ein moderner Neubau der KGS durch die Schulleiterin Monika Litzen und Bürgermeister Klaus Orth eröffnet werden. Dieses Gebäude ist allerdings bei den alten Handern sehr umstritten, da es den Blick auf die historischen Bausubstanz beeinträchtigt.
Die Trägerschaft für die Offene Ganztagsgrundschule ('OGS') der KGS hat das DRK. Die katholische Grundschule Hand bietet als sechste Grundschule in Bergisch Gladbach eine Nachmittagsbetreuung durch das DRK an.

## Kultur und Sehenswürdigkeiten

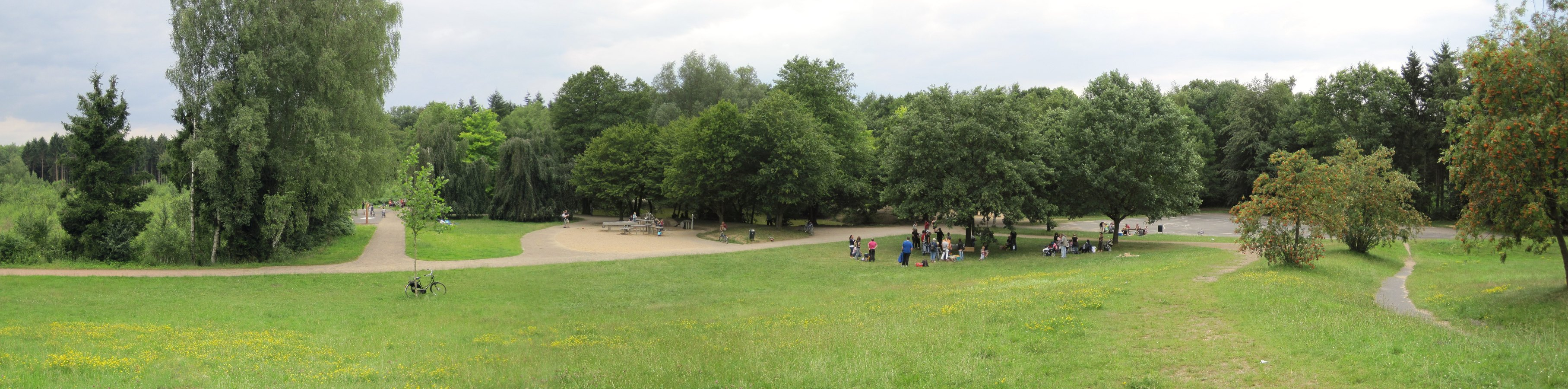
Freizeitpark Diepeschrather Mühle

Die Diepeschrather Mühle befindet sich im Diepeschrather Wald und liegt am Mutzbach. Das Wasserrad ist nicht mehr original erhalten und dreht sich nur noch gelegentlich. In der Nähe der Mühle befindet sich ein großer Abenteuerspielplatz.
Eine weitere Mühlenanlage, die Paffrather Mühle am See, wurde in eine moderne Wohnanlage integriert. Der ursprüngliche Charakter des Gebäudes blieb nur in Teilen erhalten.

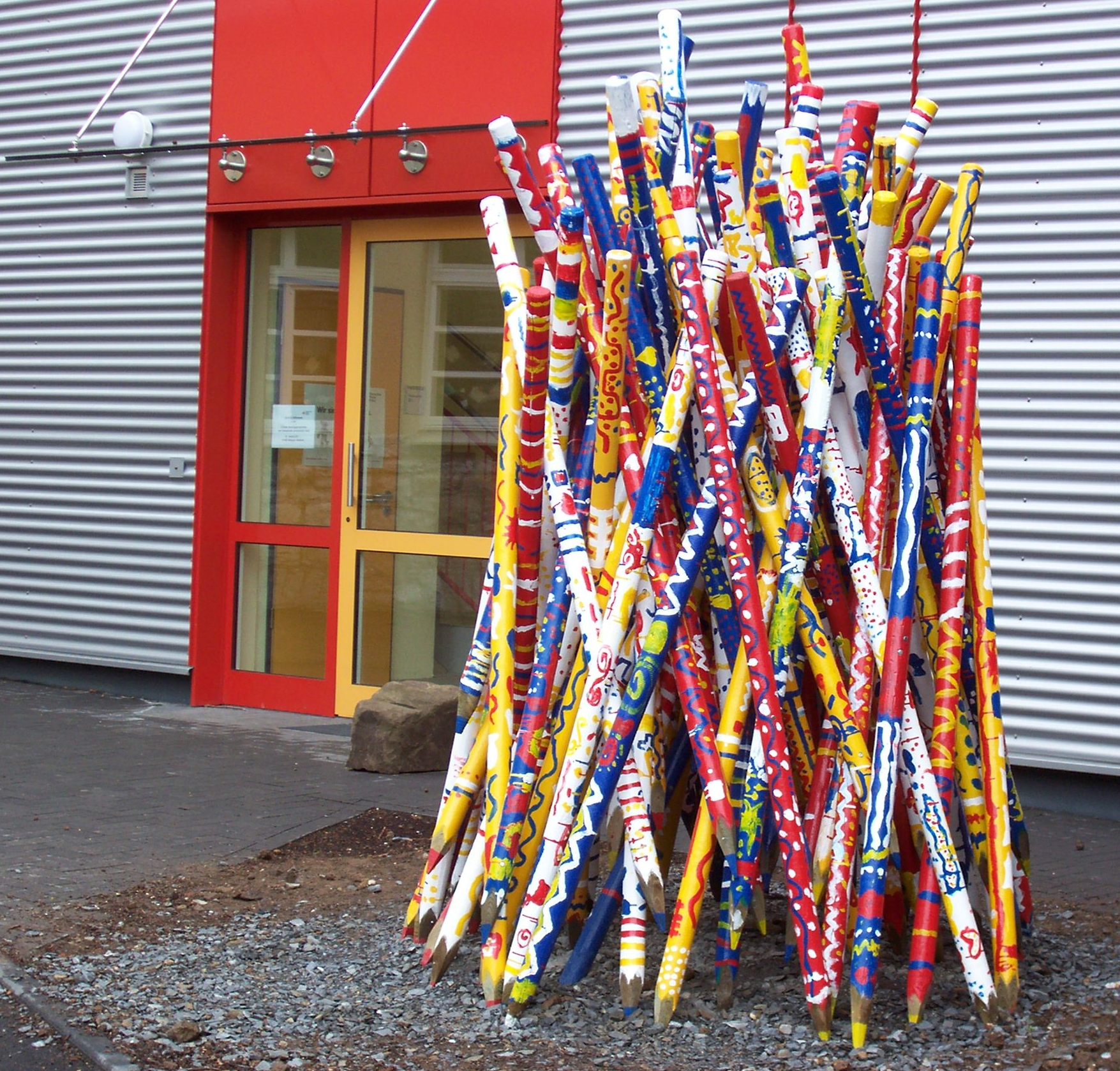
Skulptur „Riesenbuntstifte“ von Fritz Pietz

Skulptur „Riesenbuntstifte“ des Künstlers Fritz Pietz vor dem Eingang zur OGS der KGS-Hand. Die einzelnen Stifte bemalten die Schüler der KGS-Hand des Schuljahrs 2006/2007 während des Buntstift-Projekts im Juni 2007.
Drei Hochhäuser auf dem Zuckerberg, die auch als Die drei Eisheiligen bekannt sind, heben sich deutlich von der übrigen Umgebung ab.
Traditionell findet in jedem Sommer das Große Hander Schützen- und Volksfest der Sankt-Sebastianus-Schützenbruderschaft Hand 1911 statt. Das Königs- und Prinzenvogelschießen sowie das große Rahmenprogramm mit Tanzveranstaltung, Kirmes, Antik- und Trödelmarkt und der abschließende Krönungsball lockt jedes Jahr Besucher aus dem angrenzenden Köln und dem weiteren Umland in den Stadtteil.

## Kirchengemeinden
- Die Kapellengemeinde gehört mit der Heilig-Geist-Kirche zum Pfarrbezirk 2 der evangelischen Kirchengemeinde Bergisch Gladbach. Die Grundsteinlegung der Kirche war am 27. Januar 1960, am 25. Juni 1961 wurde sie geweiht.[9]
- Die katholische Kirchengemeinde St. Konrad ist die älteste Gemeinde in Hand. Sie gehört mit der am 6. April 1952 fertiggestellten Pfarrkirche St. Konrad wie die Pfarreien Herz Jesu in Schildgen und St. Clemens in Paffrath zum Pfarrverband Bergisch Gladbach-West.
- Die Evangelisch-Freikirchliche Gemeinde (Brüdergemeinde) ist die jüngste Gemeinde in Hand.

## Vereine
- St. Seb. Schützenbruderschaft Bergisch Gladbach – Hand e. V. 1911
- Freiwillige Feuerwehr Bergisch Gladbach mit ihren hauptamtlichen Kräften sowie der ehrenamtliche Löschzug Paffrath/Hand („Die Wilde Dreizehn“), die beide in der Feuer- und Rettungswache Paffrather Straße 175 (Paffrath) untergebracht sind.
- Der Sportverein SV Blau-Weiß Hand hat ein breit gefächertes Breitensportangebot. Dazu gehören Aerobic, Badminton, Bogensport, Einradfahren, Fußball, Gerätturnen, Gymnastik, Handball, Kinderturnen, Leichtathletik, Schwimmen, Tennis, Tischtennis, Volleyball, Walking.
- Der Hockey-Oberligist THC Rot-Weiß Bergisch Gladbach trainiert und spielt auf dem neuen Kunstrasen im Hermann-Löns-Viertel (Gustav-Stresemann-Straße).

## Bevölkerung
Nach der Einwohnerdatei hatte Hand am 30. Juni 2017 insgesamt 8.675 Einwohner (davon 946 Ausländer) und ist damit einer der einwohnerstärksten Stadtteile in Bergisch Gladbach. Die Altersgruppe unter 18 Jahre war mit 1.709 Einwohnern (davon 102 Ausländer) etwas schwächer vertreten als die Altersgruppe über 65 Jahre mit 1.746 (davon 119 Ausländer).